# رابطه تجربی
در علم رابطه تجربی (انگلیسی: Empirical relationship) رابطه یا همبستگی‌ای است که با آزمایش و مشاهده پشتیبانی می‌شود اما لزوم پشتیبانی آن توسط نظریه وجود ندارد.